# Zachary Brault-Guillard
Zachary Bichotte Paul Brault-Guillard (ur. 30 grudnia 1998 w Delmas) – kanadyjski piłkarz haitańskiego pochodzenia z obywatelstwem francuskim grający na pozycji prawego obrońcy w klubie FC Lugano.

## Kariera juniorska
Brault-Guillard grał jako junior w CS Lagnieu (2006–2010), Ain Sud (2010–2011) oraz w Olympique Lyon (2011–2016).

## Kariera seniorska

### Olympique Lyon B
Brault-Guillard zadebiutował w drugiej drużynie Olympique Lyon 12 marca 2016 w meczu z AS Moulins (wyg. 2:1). Pierwszą bramkę zawodnik ten zdobył 15 września 2018 w wygranym 6:0 spotkaniu przeciwko ÉFC Fréjus Saint-Raphaël. Łącznie dla drugiej drużyny Olympique Lyon Kanadyjczyk rozegrał 33 mecze, strzelając jednego gola.

### CF Montréal
Brault-Guillard został wypożyczony do CF Montréal 5 lutego 2019. Debiut dla tego zespołu zaliczył 3 marca 2019 w wygranym 1:2 spotkaniu przeciwko San Jose Earthquakes. Kanadyjczyk został definitywnie wykupiony przez CF Montréal 25 stycznia 2020. Pierwszego gola piłkarz ten strzelił 24 kwietnia 2021 w meczu z Nashville SC (2:2).

## Kariera reprezentacyjna
| Mecze i gole w reprezentacji | Mecze i gole w reprezentacji | Mecze i gole w reprezentacji | Mecze i gole w reprezentacji | Mecze i gole w reprezentacji | Mecze i gole w reprezentacji | Mecze i gole w reprezentacji | Mecze i gole w reprezentacji                 |
| Kanada U-20                  | Kanada U-20                  | Kanada U-20                  | Kanada U-20                  | Kanada U-20                  | Kanada U-20                  | Kanada U-20                  | Kanada U-20                                  |
| Lp.                          | Data                         | Miejsce                      | Gospodarz                    | Gość                         | Wynik                        | Gol                          | Rozgrywki                                    |
| ---------------------------- | ---------------------------- | ---------------------------- | ---------------------------- | ---------------------------- | ---------------------------- | ---------------------------- | -------------------------------------------- |
| 1.                           | 18.02.2017                   | San José                     | Honduras U-20                | Kanada U-20                  | 1:0                          |                              | Mistrzostwa Ameryki Północnej U-20 2017      |
| 2.                           | 21.02.2017                   | San José                     | Meksyk U-20                  | Kanada U-20                  | 5:0                          |                              | Mistrzostwa Ameryki Północnej U-20 2017      |
| 3.                           | 23.02.2017                   | San José                     | Antigua i Barbuda U-20       | Kanada U-20                  | 0:2                          |                              | Mistrzostwa Ameryki Północnej U-20 2017      |
| Kanada U-23                  |                              |                              |                              |                              |                              |                              |                                              |
| Lp.                          | Data                         | Miejsce                      | Gospodarz                    | Gość                         | Wynik                        | Gol                          | Rozgrywki                                    |
| 1.                           | 19.03.2021                   | Guadalajara                  | Salwador U-23                | Kanada U-23                  | 0:2                          |                              | Kwalifikacje Olimpijskie strefy CONCACAF     |
| 2.                           | 22.03.2021                   | Zapopan                      | Haiti U-23                   | Kanada U-23                  | 0:0                          |                              | Kwalifikacje Olimpijskie strefy CONCACAF     |
| 3.                           | 26.03.2021                   | Guadalajara                  | Honduras U-23                | Kanada U-23                  | 1:1                          |                              | Kwalifikacje Olimpijskie strefy CONCACAF     |
| 4.                           | 29.03.2021                   | Guadalajara                  | Meksyk U-23                  | Kanada U-23                  | 2:0                          |                              | Kwalifikacje Olimpijskie strefy CONCACAF     |
| Kanada                       |                              |                              |                              |                              |                              |                              |                                              |
| Lp.                          | Data                         | Miejsce                      | Gospodarz                    | Gość                         | Wynik                        | Gol                          | Rozgrywki                                    |
| 1.                           | 17.10.2018                   | Toronto                      | Kanada                       | Dominika                     | 5:0                          |                              | Liga Narodów CONCACAF 2019/2020 – eliminacje |
| 2.                           | 19.11.2018                   | Basseterre                   | Saint Kitts i Nevis          | Kanada                       | 0:1                          |                              | Liga Narodów CONCACAF 2019/2020 – eliminacje |
| 3.                           | 24.03.2019                   | Vancouver                    | Kanada                       | Gujana Francuska             | 4:1                          |                              | Liga Narodów CONCACAF 2019/2020 – eliminacje |
| 4.                           | 10.06.2019                   | Nashville                    | Trynidad i Tobago            | Kanada                       | 0:2                          |                              | Mecz towarzyski                              |
| 5.                           | 20.06.2019                   | Denver                       | Meksyk                       | Kanada                       | 3:1                          |                              | Złoty Puchar CONCACAF 2019                   |
| 6.                           | 06.06.2021                   | Bradenton                    | Aruba                        | Kanada                       | 0:7                          | Gol                          | Mistrzostwa Świata 2022 – eliminacje         |
| 7.                           | 03.02.2022                   | San Salvador                 | Salwador                     | Kanada                       | 0:2                          |                              | Mistrzostwa Świata 2022 – eliminacje         |

## Sukcesy
Sukcesy w karierze klubowej:
- Canadian Championship – 2×, z CF Montréal, sezony 2019 i 2021